# Monopamba
Monopamba es un centro poblado del municipio colombiano de Puerres, departamento de Nariño, junto con San Mateo.
A Monopamba le son asignadas las siguientes veredas:
- Desmontes Bajos
- Desmontes Altos
- La Playa
- El Pailón
- El Verde

## Toponimia
Según la tradición oral, existen dos versiones sobre el origen del nombre de Monopamba:
1. El nombre fue colocado por los llamados «caucheros» y quiere decir «pampada o pampa de los monos».
2. Los primeros habitantes encontraron un mono con la cabeza achatada o «pambo» al llegar al sitio donde está ubicada la localidad, de allí nació el nombre Monopamba.

## Geografía
Monopámba está situado sobre la margen izquierda del río Sucio, formado por las primeras aguas nacidas de la propia cordillera oriental de Los Andes, donde se halla el cerro “El Precipicio”.

### Límites
Monopamba ocupa la región oriente del municipio de Puerres, sus límites son: Al norte con el municipio de Pasto, al sur con el municipio de Córdoba, al este con el departamento de Putumayo y al oeste con el área de la cabecera municipal de Puerres.

### Hidrografía
Monopamba está regado por los ríos: Sucio, Afiladores y El Playas, y por las quebradas: El Peje, La Honda, Quebrada de Piedras.

El nombre río Sucio, principal fuente de agua del centro poblado, se debe al color turbio y café de sus aguas, que en la parte alta de la serranía baña grandes extensiones de zarza en todo el páramo, por lo que toman la tonalidad oscura que las caracteriza. El río Sucio más abajo toma el nombre de río Guamuez y es afluente del río Putumayo.

### Vías de acceso
La principal vía de acceso terrestre a Monopamba es la vía que lo comunica con su cabecera municipal, 40 km de vía carreteable destapada en regulares condiciones y en proyecto de pavimentación. Por su posición geográfica, en muchas ocasiones se ha analizado el proyecto de construcción de la vía Orito-Monopamba, que podría ser parte del corredor intermodal entre Manaus  y Tumaco, pero nunca se han concretado dichas obras.

## Flora y fauna
Monopamba al estar en el piedemonte amazónico, cuenta con gran variedad de especies de flora y fauna, siendo emblemáticas el gallito de roca, el oso de anteojos, la danta y primates como el capuchino de frente blanca y el mono maicero, entre las especies animales y entre ellos gran variedad de insectos, algunos de ellos muy autóctonos de la región.

Entre las especies vegetales tenemos gran variedad de orquídeas, de la que es más emblemática la Anguloa clowesii, conocida popularmente como Cuna de Venus u Orquídea Tulipán. También se encuentran bromelias, heliconias y la característica Impatiens africano conocida locálmente como flor de azúcar.

## Economía

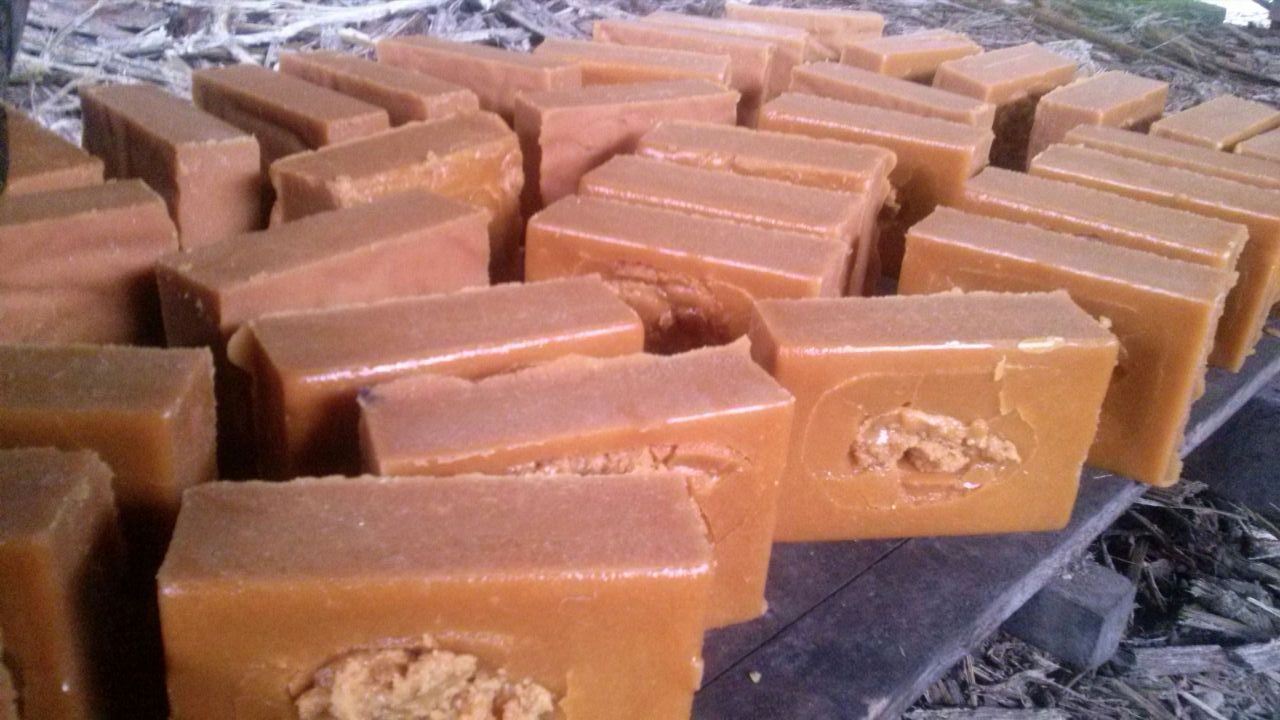
La panela es uno de los principales productos de Monopamba

- Agricultura: Monopamba es conocido a nivel local por la producción de panela orgánica; además del cultivo de caña panelera se siembra maíz, fríjol, y hortalizas. También se conoce por la siembra de un tubérculo típico llamado "combo o yota", producto que, junto a la panela, caracteriza a la región a nivel municipal.

- Ganadería: Es tradicional la crianza de ganado vacuno, equino y porcino. También es importante en su economía la crianza de aves de corral y de cuyes.

Para la alimentación de los diferentes animales de granja de cultivan pastos como: kikuyo, gramalote, micay, puntero y últimamente pasto miel.
En el territorio de Monopamba existen las plantas de bombeo del Oleoducto Trasandino de Alisales y El Páramo,
 convirtiéndose en una fuente importante de empleo para sus habitantes.

## Cultura

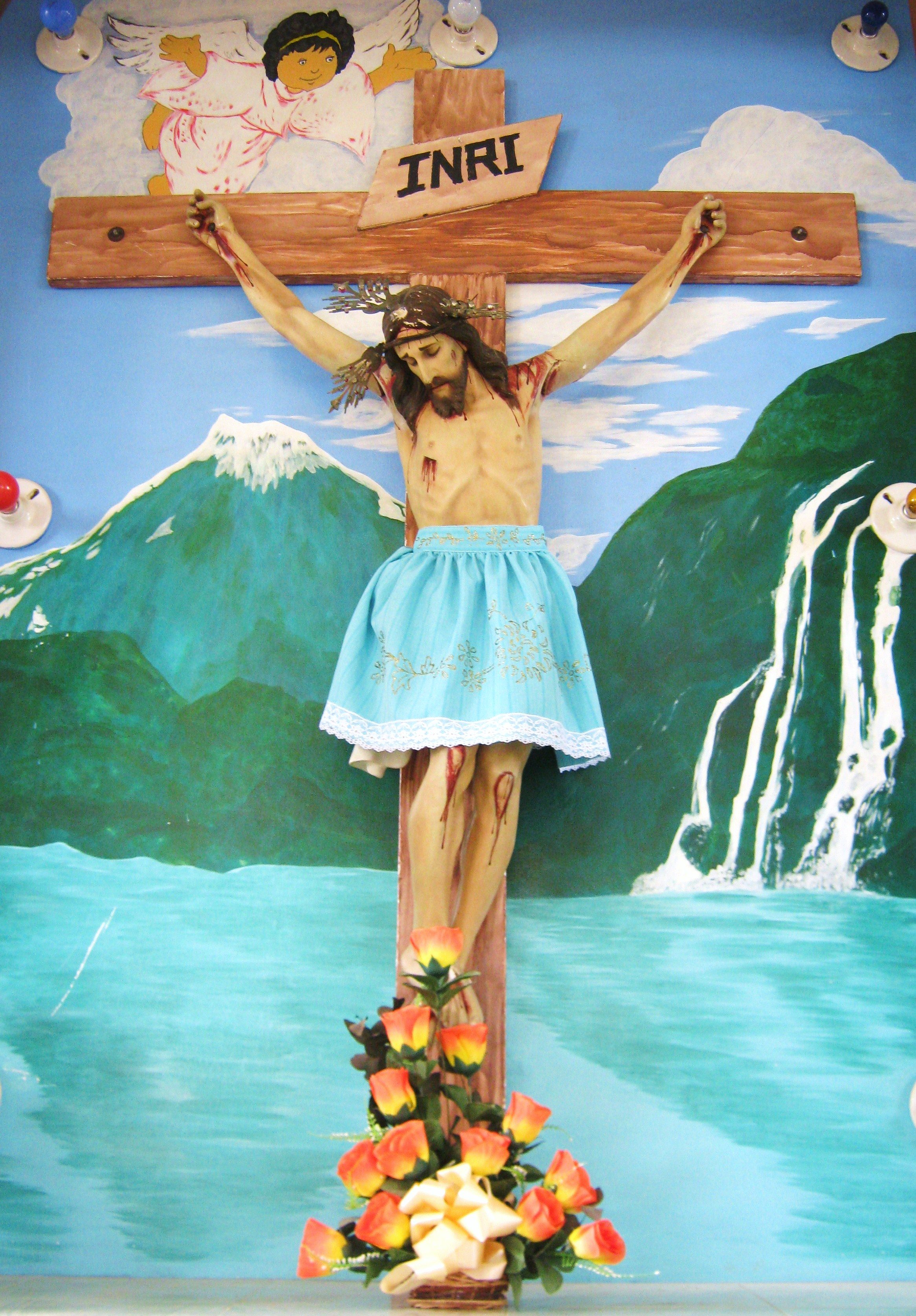
Señor de los Milagros.

Monopamba es enteramente católico y por ello las principales festividades que se realizan son religiosas.
- Festival de las Orquídeas: Se realiza el día 20 de marzo de todos los años, allí podrás encontrar las mejores variedades de flores naturales que produce la región.
- Fiesta de la Virgen de Fátima: celebración religiosa llevada a cabo en Monopamba a finales del mes de mayo.
- Fiesta de la Virgen del Carmen: patrona de los conductores y motoristas, se lleva a cabo en el mes de octubre en las veredas de Desmontes Altos y Bajos.
- Fiesta del Señor de los Milagros: llevada a cabo en Monopamba a finales del mes de noviembre, son consideradas las fiestas patronales y se desarrollan después de las fiestas patronales del municipio.

Otra celebración que se desarrolla es el Carnaval de negros y blancos, los días 5 y 6 de enero, como es tradicional en todos las ciudades y pueblos del departamento de Nariño.

## Instituciones
Monopamba cuenta con un Centro Educativo para educación primaria en cada una de sus veredas y con la Institución Educativa Monopamba de educación secundaria en la modalidad agropecuaria.

También cuenta con 2 puestos de salud, uno en Monopamba y otro en Desmontes Bajos, donde se prestan los servicios de salud por el Centro Hospital Nuestro Señor de la Divina Misericordia Puerres E.S.E. y una oficina donde funciona la Inspección de policía.

## Reseña histórica[18]
Anteriormente la región al este del cerro El Precipicio (Cordillera de los Andes) pertenecía a la comisaría especial del Putumayo, años más tarde fue asignada al departamento de Nariño y dividida entre varios municipios, la región donde actualmente está Monopamba y sus veredas, fue designada al municipio de Puerres.
Las actas y documentos referentes a esta distribución, que reposan en los archivos de la gobernación de Nariño, señalan que desde la Quebrada Blanca, hacia el suroeste corresponde al centro poblado El Llorente (Municipio de Córdoba) y todo lo que queda situado sobre la margen izquierda del río Sucio incluyendo al río Afiladores, afluente del anterior está pertenece al municipio de Puerres. 
- Primeros colonos y Fundación de Monopamba

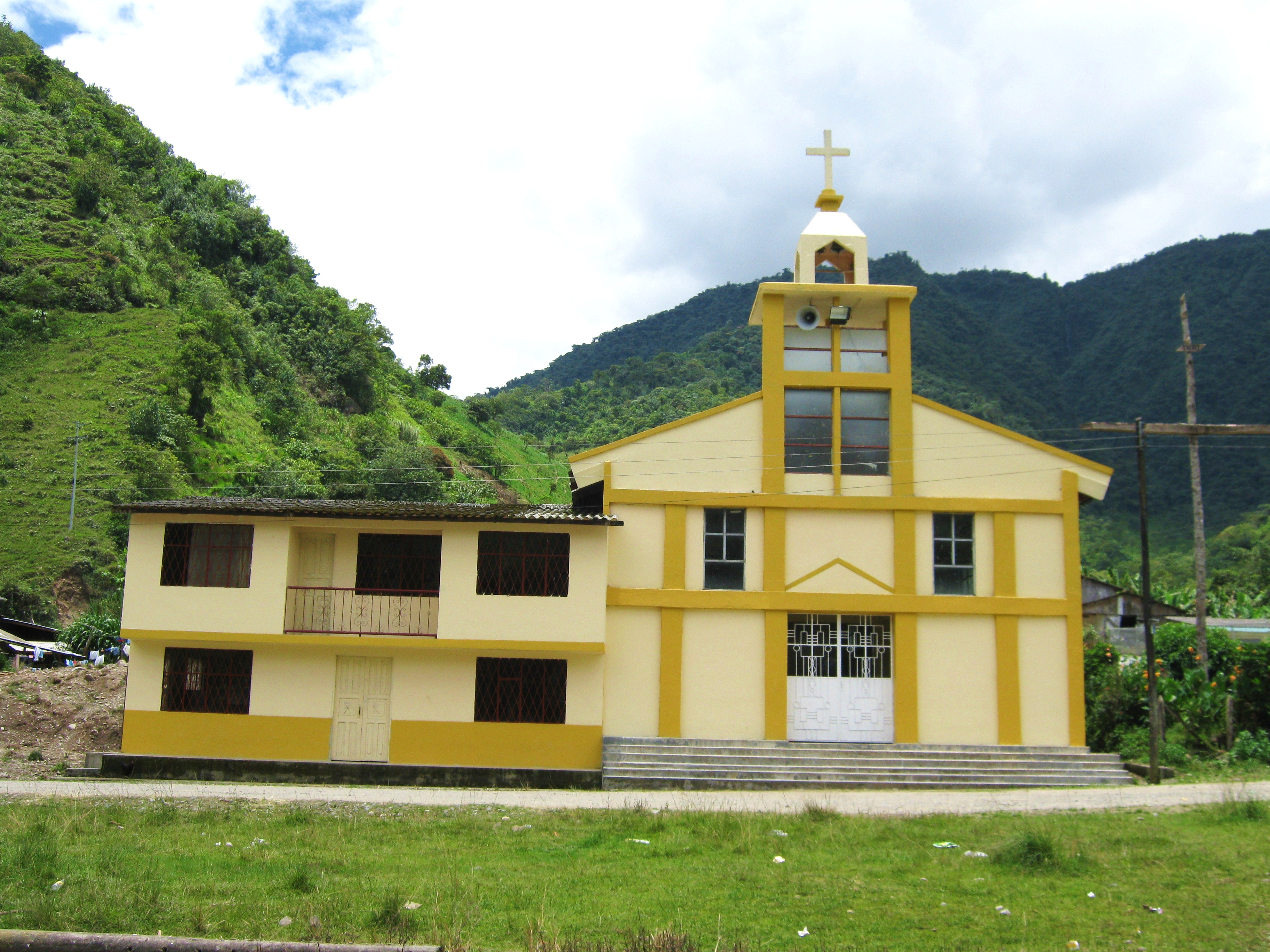
Capilla de Monopamba.

El 12 de octubre de 1912, el primer colono tomó posesión de la región de Monopamba tras atravesar el cerro El Precipicio, lugar por donde queda actualmente la vía de acceso a esta zona, desafiando los casi intransitables caminos y el intenso frío que causó la muerte de muchos aventureros. Fue José María Pinchao, oriundo del centro poblado de San Mateo (Puerres), quien con seis personas más, arribó al lugar junto al río Sucio que llamaron "El Salado"; aquí construyeron su campamento e hicieron los primeros cultivos. Dos meses después, Pinchao fue abandonado por sus acompañantes quienes regresaron a la cabecera municipal.

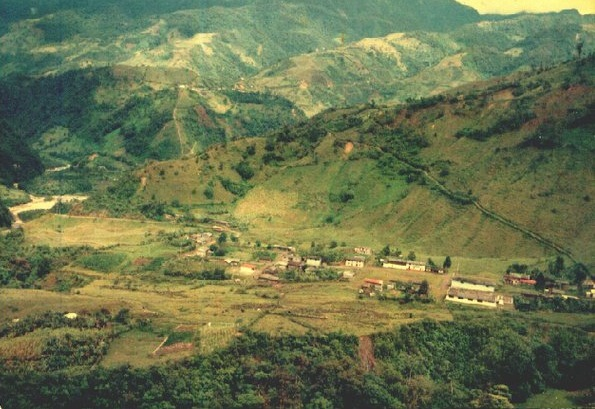
Monopamba en 1987.

Se dice que vivió muchos años sin comer sal, dulce ni carne; en un horno de piedras cocinaba agua del manantial El Salado, de donde bebían los animales, y así obtuvo sal para preparar sus alimentos, y mantuvo el fuego sin que se apagara; estaba rodeado de animales salvajes como dantas, tigres y osos. Tiempo después se percató que cruzando el río Sucio vivía un colono más, el señor Manuel Benavides con quien difícilmente se comunicaba por el peligro que representaba el caudaloso río por las permanentes lluvias. Benavides vivía con su esposa Sixta Coral y sus hijos. Para 1920, Pinchao llevó a su esposa Bernarda Gelpud de Pinchao y sus siete hijos hasta Monopamba.
En el año 1930, llegó a Monopamba la familia de Manuel Ortíz-Castro y Bertila Figueroa de Ortíz y sus catorce hijos. Para esta época la familia Pinchao ya estaba situada en el terreno plano de Monopamba, ya tenían cultivos de caña, maíz, guineos, papas, frijoloytros productos. Ortíz-Castro construyó junto con sus hijos una casona grande con pisos y paredes de tabla aserrada y techo de astilla que sirvió posada para las personas que entraban a conocer, colonizar o a comprar entables o posesiones ya hechas.
- Primera escuela y primeras misiones

La primera escuela se levantó por iniciativa de Ortíz-Castro, quien alentó a los habitantes y quien en compañía de Agustín Gelpud viajó a Sibundoy-Putumayo y gestionó ante el obispo de esta localidad la creación de la escuela; un año más tarde llegó Clelia Cabrera, la primera profesora, quien trabajó durante dos años en una casona cubierta de paja y con paredes de "palos rollizos" que se construyó para servir de escuela y capilla a la vez. Después llegaron Pastora Huertas y Julio González (esposos y profesores); en el primer año de su trabajó fueron visitados por el sacerdote Augusto Samaniego del corregimiento de El Encano siendo el primer sacerdote en llegar a esta región.
En 1938 por invitación de los esposos González Huertas, Monopamba fue visitada por el Obispo del Putumayo Fray Placido (Obispo capuchino de Sibundoy) y su comitiva, quienes hicieron su misión de evangelización por dos semanas.
La primera capilla fue construida por iniciativa de Fray Miguel (Padre capuchino de Ipiales), con piso de tierra, paredes de madera y techo de astilla. Pinchao designó los lugares para la construcción de la capilla, una plaza y el cementerio,  ya que los muertos se enterraban en lo que hoy es la vereda La Playa; Ortíz-Castro regaló una de las campanas que aún se conservan en la capilla
- Monopamba declarado Inspección de Policía

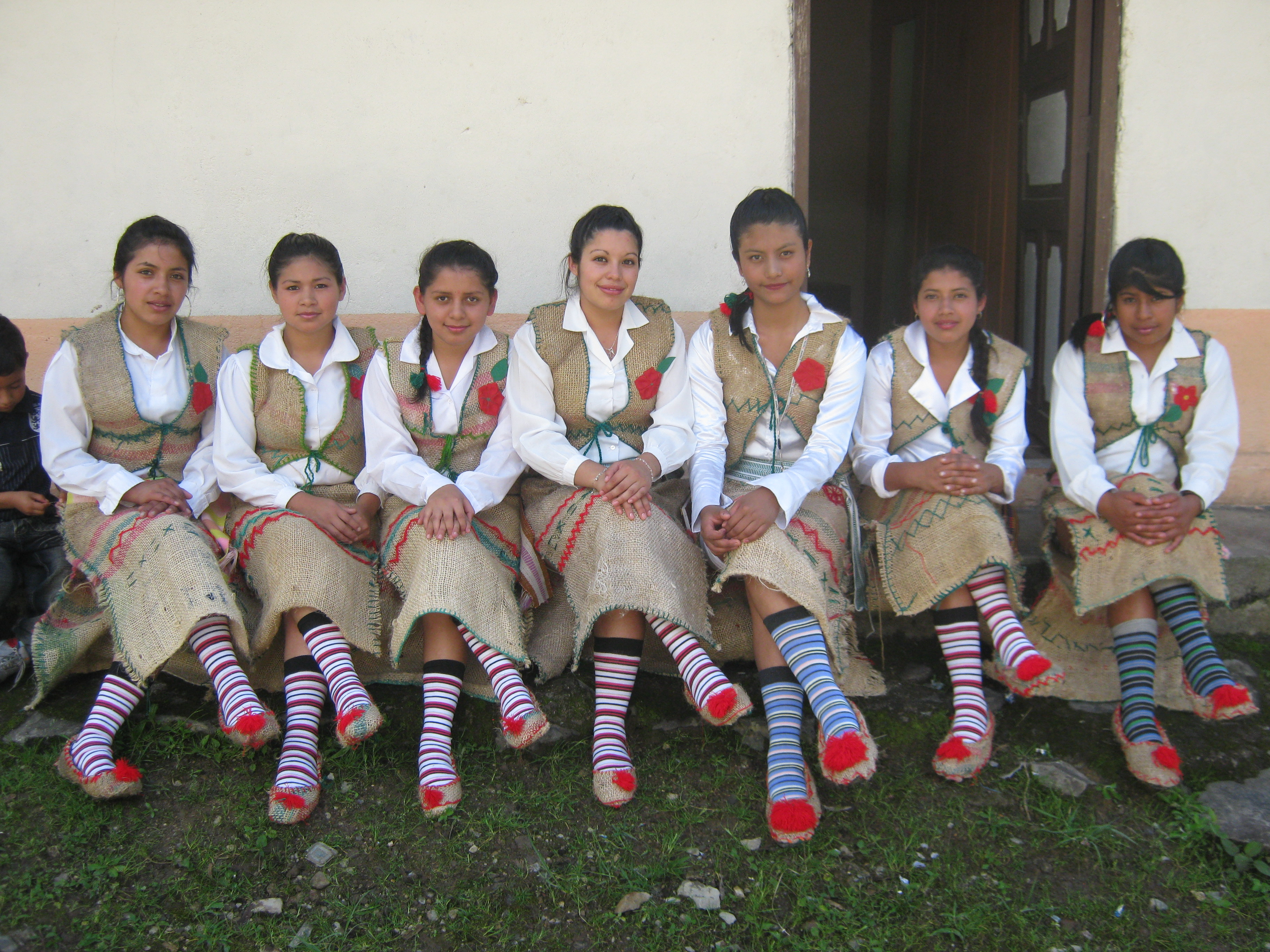
Carnaval de Negros y Blancos en Monopamba

Años más tarde en el centro poblado El Llorente (Córdoba-Nariño), se nombró como inspector de policía a Rafael Bravo, quien por tener poca acogida en este lugar se trasladó hasta Monopamba; desde aquí y con el apoyo de la comunidad se tramitó ante la gobernación de Nariño el nombramiento de Bravo como inspector de Policía de Monopamba en propiedad; de esta manera se erigió la inspección de policía de Monopamba, con la posterior construcción de una casa que funcionó como despacho en el mismo lugar donde se encuentra actualmente.
Segundo Revelo del municipio de Córdoba fue el sucesor de Bravo como inspector de Policía, con Eusebio Mejía como secretario; entre sus obras estuvo la construcción de un puente peatonal colgante sobre el río Sucio a 1 km más arriba del lugar donde está el puente actual (construido en 1953). También se construyó una nueva escuela en el lugar donde actualmente está la sede 2 de la Institución Educativa Monopamba,  inaugurada por la profesora Ana María Paz. Gustavo Ortiz Figueroa fue el dirigente cívico, quien tomó la iniciativa de abrir la primera calle.
- Ruta a Orito

Tiempo después arribaron ciudadanos estadounidenses, con el propósito de llegar a Orito y en busca del petróleo. Por esta ruta se construiría el oleoducto trasandino (OTA) que actualmente es propiedad de Ecopetrol.

## Turismo
Monopamba es una región biodiversa, que tiene como principal atractivo la flora y fauna nativa, fuentes hídricas como el salto del río El Playas e infinidad de paisajes. A 36 km del centro poblado y sin una vía de acceso, se encuentra el Jardín Botánico "Atuczara" un santuario natural conservado por la corporación autónoma de Nariño.

## Galería de Imágenes
- Paisajes

- Flora

- Fauna